# 田中貴義
田中 貴義（たなか たかよし、1990年11月10日 - )は、日本のお笑い芸人、タレント。京都府出身。
身長173cm、体重79kg、 特技は自称モノマネと歌。お笑い芸人として活躍中。 ワタナベエンターテインメントカレッジ(WEC)を卒業後、ワタナベエンターテインメント系列のofficeeve芸能事務所に所属する。
2020年5月1日より、お笑い芸人に転身
お笑いコンビ〈ノンカロリー〉として活動。

## モデル
- 2013 TSC 東京渋谷コレクション 2013summer &trial

## 舞台
- 2013　茶柱日和 「ラブ★ガチャ」 シアターグリーンBOXinBOX
- 2013  劇団祭りの準備「続きはどこへ行った？」 阿佐ヶ谷アルシェ
- 2013  T-Riot「ラスト・カーニバル・リズム」 池袋GEKIBA
- 2014  グーフィー&メリーゴーランド「JUDY~GREAT UNK NOWN SQUADRON~」シアターグリーンBOXinBOX
- 2014  T-Riot「アジャスターケース」東京公演 阿佐ヶ谷アルシェ　大阪公演 天王寺・阿倍野STAGE +
- 2015 「SPLIT DECISION2」築地本願寺プディストホール
- 2015  T-Riot「プリゾナー・アンドロメダ」 阿佐ヶ谷アルシェ
- 2015  劇団可燃物「パパは機関車」新井薬師ウエストエンドスタジオ
- 2016  Show sin モノ第1回公演「ツイテル！！」シアター風姿花伝
- 2016  ダダパークプロジェクト「ドドスカドン」 シアターサンモール
- 2016  集団視力検査 特別公演「メガネチック♡ロマンチック」 兎亭
- 2017  Show sin モノ第2回公演「A cyber I」円寺明石スタジオ
- 2018　NPO法人文化芸術教育支援センター&一般社団法人 SAKIGAKE 企画「ねこカフェ物語」中目黒トライ
- 2018　Show sin モノ第3回公演「神カ人カ」 新宿シアターブラッツ
- 2018  LIBERAL プロデュース公演 第4弾「RUN=KING」川崎アートセンター アルテリオ小劇場
- 2018  少年Komplex 第1 回公演「ANIMAL・WONDER・WORLD」ラゾーナ川崎プラザソル
- 2018  REDNOWLAND プロデュース「プラチナハーツ」ワーサルシアター
- 2018  空感演人プロデュース公演「ポーカーフェイス 第8 話 言霊」A-Garage